# مصطفی ایسومان
مصطفی ایسومان (انگلیسی: Mustapha Essuman؛ زادهٔ ۲۸ نوامبر ۱۹۸۳) بازیکن فوتبال اهل غنا بود.
وی همچنین در تیم ملی فوتبال غنا بازی کرده است.